# Knut Bonde (död 1413)
Knut Bonde till Ekholmen, död 1413, begravd 26 mars samma år i Vadstena kloster, var en svensk riddare. Han var son till Tord Röriksson (Bonde) och Ramborg Nilsdotter (Vasa).
Knut nämns som väpnare i ett förpliktelsebrev som fadern avgav när han övertog Viborg 1403, och omnämns som riddare den 16 juli 1408, då han befann sig hos kung Erik av Pommern i Danmark. Då stilleståndet i Kolding slöts den 25 mars 1411 var han med som en av kungens löftesmän. Han var ännu i livet den 20 maj 1411, och den exakta tidpunkten för hans död är inte känd. Man vet emellertid att hans lik överflyttades från okänd ort till Vadstena den 26 mars 1413 för att jordas i klostret där.
Senast 1408 blev han gift med Margareta Karlsdotter, dotter till Karl Ulfsson till Tofta. Han efterlämnade sonen Karl (född 1408 eller 1409, död 1470), som under 1400-talet var svensk kung tre gånger.